# Beach Abort
Beach Abort foi um foguete que visava testar os sistemas de escape, pouso e resgate da Mercury. Lançado em 9 de maio de 1960, a cápsula Mercury foi lançada do foguete e alcançou uma altura de cerca de 830 metros.